# Ti conosco, mascherina!
Ti conosco, mascherina! è un film del 1943 diretto da Eduardo De Filippo.

## Trama
Elisa è un'attricetta e cantante di scarso talento, ma molto graziosa. Era di buona famiglia, tant'è che ha ancora a servizio il suo vecchio maggiordomo Carmine, ma oramai ha dissipato tutte le sue sostanze. Carmine, tanto fedele alla signora quanto scaltro, cerca di aiutarla a fare nuove conoscenze, a tessere una rete di relazioni che possa farla rientrare in società o perlomeno reintrodurla nel giro dello spettacolo, per guadagnare finalmente qualcosa. E così la conduce ad un veglione mascherato, frequentato da attrici, impresari teatrali e buoni partiti.
Mentre Carmine si attende che qualche pesce grosso cada nella sua rete, è però il modesto Celestino, commesso della farmacia del paese, ad innamorarsi di Elisa. Quando lei va in laboratorio per ordinare una pomata, in vista della serata, lui la nota e si invaghisce perdutamente di lei. Celestino è un ragazzo sensibile e romantico e quando va dalla sua amata per portarle il farmaco, le scrive la ricetta del preparato in versi. Elisa, stando al gioco, lo ingaggia per fare le frizioni sul corpo, cosa che Celestino fa assai volentieri, tra l'imbarazzato e l'estasiato. E la sua verve sentimentale ha alla fine successo: Elisa si mostra sensibile alle sue attenzioni e si fa baciare.
Nel frattempo, la rete calata da Carmine inizia a dare i primi frutti: il barone Liborio Mellifluo, che si era invaghito di una 'mascherina' al veglione, invia ad Elisa un invito a teatro per la sera, ritenendo erroneamente che la ragazza corteggiata sia lei. Il furbo Carmine coglie al volo l'occasione e spinge la padrona ad abbandonare la fresca relazione con Celestino, per coltivare quella col facoltoso barone. Per mettere del tutto fuori gioco Celestino, si traveste da ex ufficiale nobiluomo e va dal signor Luigi, il titolare della farmacia, per lamentarsi del comportamento del commesso. E così il povero Celestino viene licenziato.
Elisa preferirebbe il giovane e romantico Celestino all'anziano e viscido barone, ma Carmine è molto attento ad impedire che la padrona si faccia dominare dai sentimenti. E, con travestimenti e messe in scena studiate, irretisce il barone e al punto da farsi ospitare a spese di questi in albergo. Poco dopo, però, scopre che il barone non è quel gran riccone che tutti credono: è vero che dovrà ereditare un ingente patrimonio dalla vecchia zia, ma questa per quanto malata non ne vuol sapere di morire. Di qui l'evoluzione del piano di Carmine: far sì che Elisa, con una serie di studiate dilazioni, non si conceda al barone prima della morte della ricca zia.
Intanto Celestino, dopo aver inutilmente tentato il suicidio per disperazione, viene accolto nella casa di Giuseppe, dentista benestante che lo ha distolto dal proposito di uccidersi. Stabilitosi nella nuova dimora, Celestino scopre che la giovane figlia di Giuseppe, Maria, era stata fidanzata fino a poche ore prima proprio con il suo capo Luigi, il titolare della farmacia, che cercava con questo fidanzamento di sistemarsi. Adesso, però, dopo un litigio fra suo padre e il pretendente, Maruzza è libera. Mentre però Maruzza si innamora di lui, Celestino rimane invaghito di Elisa. Lei, peraltro. ricambia quest'amore ed è sempre più sofferente nel ruolo di preda del barone.
Capito questo, e definitivamente motivato dall'improvvisa dipartita della zia di Liborio, Carmine decide di intervenire in maniera diretta e risolutiva su Celestino. Fingendosi lo zio di Elisa, confida all'innamorato che la ragazza ha una gamba di legno: deluso, Celestino decide di smettere di sognarla ancora.
E così, alla fine, Carmine riesce a piazzare Elisa col barone, ora davvero ricco, mentre Celestino si fidanza volentieri con Maruzza, e Luigi resta a bocca asciutta.